# 김두용
김두용(1973년 10월 3일 ~ )은 대한민국의 성우로, 2009년 한국방송 성우극회 공채 34기로 입사했다.

## 주요 출연작품

### 애니메이션
- 헬로 카봇 (KBS) - 나이트
- 헬로 카봇 쿵 (브라보TV) - 프테라드랍쿵
- 헬로 카봇 스타가디언 (SBS) - 나이트 X

### 극장용 애니메이션
- 극장판 헬로 카봇: 달나라를 구해줘! - 소나다이버

### 영화
- 웰컴 (KBS) - 알랭 (야니크 레니에르)
- 결혼하고도 싱글로 남는 법 (KBS) - 루이스의 아버지(패트릭 보르디에) / 처남 / 와인가게 직원
- 상하이 나이츠 (KBS) - 호텔 지배인(에릭 메이어스) / 소매치기(메튜 스톤리)
- 그랜 토리노 (KBS) - 스티브 코왈스키(브라이언 호우)
- 분노의 질주: 더 오리지널 (KBS) - 버질 (조 허슬리)

### 외화
- 삼국지 (KBS) - 정은 / 조흥
- 초한지 (KBS) - 하후영 / 조참
- 오펀 블랙 (KBS) - 빅 (마이클 맨도,시즌 1~2) / 개빈 하드카슬(론 리,시즌 1) / 토머스(다니엘 캐쉬,시즌 1)
- 닥터후 시즌 8 (KBS) - 반쪽 얼굴 남자(시계 태엽 드로이드)
- 닥터후 시즌 9 (KBS) - 자이곤(니컬러스 브리그스)
- 언더커버 (KBS) - 마이클(솝 디라이수)
- 리썰 웨폰(KBS) - 복면강도(찰스 베커)

### 라디오
라디오 드라마 설야(雪野) (국악방송)
- 2015.11.16~2015.12.25 (강상덕/끗동애비)